# Disocactus phyllanthoides
Disocactus phyllanthoides ist eine Pflanzenart aus der Gattung Disocactus in der Familie der Kakteengewächse (Cactaceae). Das Artepitheton phyllanthoides bedeutet ‚ähnlich phyllanthus‘.

## Beschreibung
Disocactus phyllanthoides wächst reich verzweigt und wird dabei bis zu 1 Meter lang. Die Haupttriebe sind basal stielartig geformt, im oberen Teil abgeflacht. Die Seitentriebe sind hellgrün, oft auch rot überhaucht. Sie haben vorstehende Mittelrippen und Seitennerven und sind dabei lanzettlich, drehrund, abgeflacht und zugespitzt stumpf gezähnt. Sie werden 15 bis 30 Zentimeter lang und 2,5 bis 4 Zentimeter breit. Die Areolen sind unbedornt. Die glockigen bis trichterförmigen rosafarbenen Blüten erreichen eine Größe von 8 bis 10 Zentimeter Länge und 7 bis 9 Zentimeter im Durchmesser. Die 3 bis 4 Zentimeter im Durchmesser großen und etwas gerippten Früchte sind anfangs grün und später rot gefärbt.

## Verbreitung, Systematik und Gefährdung
Disocactus phyllanthoides ist in den mexikanischen Bundesstaaten Puebla und Veracruz verbreitet und kommt in Höhenlagen zwischen 1500 und 1850 Meter vor.
Die Erstbeschreibung als Cactus phyllanthoides erfolgte 1813 durch Augustin-Pyrame de Candolle. Wilhelm Barthlott stellte die Art 1991 in die Gattung Disocactus. Weitere nomenklatorische Synonyme sind Epiphyllum phyllanthoides (DC.) Sweet (1826), Cereus phyllanthoides (DC.) DC. (1828), Phyllocactus phyllanthoides (DC.) Link (1829), Nopalxochia phyllanthoides (DC.) Britton & Rose (1923) und Heliocereus phyllanthoides (DC.) Doweld (2002).
In der Roten Liste gefährdeter Arten der IUCN wird die Art als „Vulnerable (VU)“, d. h. als gefährdet geführt.

## Nachweise